# ロマン・クトゥーゾフ
ロマン・ヴラジーミロヴィチ・クトゥーゾフ（ロシア語: Рома́н Влади́мирович Куту́зов、ウクライナ語: Рома́н Володи́мирович Куту́зов、1969年2月16日 – 2022年6月5日）は、ロシアの軍人。生時の最終階級は少将。2022年ロシアのウクライナ侵攻で戦死。ロシア連邦英雄 (死後追贈)。

## 経歴
旧ソビエト連邦ロシア共和国ウラジーミル出身。
1986年にリャザン高等軍事司令部通信学校に士官候補生として入学。1990年に卒業後、ロシア空挺軍に入隊。1999年にブジョーンヌイ陸軍士官学校通信科を、2015年にはロシア連邦軍参謀本部陸軍士官学校を卒業。大佐の時期にロシア空挺軍第38独立通信連隊の指揮を執っていた。
2017年、第5諸兵科連合軍の指揮官代理を務め、その後2019年に第29諸兵科連合軍暫定指揮官、2020年に同軍参謀長を務めた。
2022年5月から始まったセベロドネツクの戦いにおいてクトゥーゾフはドネツク人民共和国第1軍団を指揮。だが、6月5日にポパスナ近郊ミコライフカ村で殺害された。ロシア国営メディア「ロシア24」戦争特派員がTelegramに投稿した内容を基に、ウクライナ東部ドンバス地方で戦死したと報じ、また自称「ドネツク人民共和国」元首のデニス・プシーリンや出身地ウラジミールの公職者たちも戦死を認めた。
6月7日、国営墓地である「祖国防衛者のパンテオン」に軍隊葬として埋葬され、併せて中将及びロシア連邦英雄を追贈された。

## 栄典

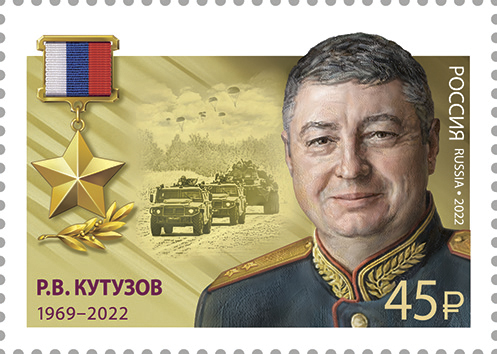
クトゥーゾフをあしらった切手 (2022年)。

- ロシア連邦英雄
- 祖国貢献勲章（英語版）[要出典]
- ロシア名誉勲章（英語版）[11]
- クトゥーゾフ勲章[12]
- 勇敢勲章（英語版）[12]
- ミリタリー・メリット勲章（英語版）[12]
- 勇敢メダル（英語版）[12]

## 参考項目
- 2022年ロシアのウクライナ侵攻で死亡したロシア軍高級将校の一覧